# Majdan Borowski
Majdan Borowski – wieś w Polsce, położona w województwie lubelskim, w powiecie opolskim, w gminie Chodel.
| SIMC    | Nazwa       | Rodzaj    |
| ------- | ----------- | --------- |
| 0379985 | Fryszerka   | część wsi |
| 0379991 | Wincentówka | część wsi |

W latach 1975–1998 miejscowość należała administracyjnie do ówczesnego województwa lubelskiego.
Wieś stanowi sołectwo w gminie Chodel. Według Narodowego Spisu Powszechnego z roku 2011 wieś liczyła 70 mieszkańców.
Wierni Kościoła rzymskokatolickiego należą do parafii Trójcy Świętej i Narodzenia Najświętszej Maryi Panny w Chodlu.